# Noiembrie 2022
Acest articol este generat integral pe baza informațiilor din articolul 2022 și este actualizat periodic de un robot.
 Editările făcute în articol vor fi șterse la următoarea actualizare! Dacă doriți să faceți modificări, editați articolul-sursă.

ianuarie -
februarie -
martie -
aprilie -
mai -
iunie -
iulie -
august -
septembrie -
octombrie -
noiembrie -
decembrie
Noiembrie 2022 a fost a unsprezecea lună a anului și a început într-o zi de marți.

## Evenimente
- 1 noiembrie: Alegeri legislative în Israel. Un bloc de partide politice de dreapta către extrema dreaptă condus de fostul prim-ministru al Israelului Beniamin Netanyahu câștigă majoritatea de 65 de locuri necesare formării unui guvern.

## Decese
- 1 noiembrie: Takeoff (Kirshnik Khari Ball), 28 ani, rapper american (n. 1994)
- 2 noiembrie: Mauro Forghieri, 87 ani, inginer italian, director tehnic Scuderia Ferrari (n. 1935)
- 5 noiembrie: Aaron Carter, 34 ani, actor și cântăreț american (n. 1987)